# Elizabeth Benger
Elizabeth Ogilvy Benger (?-9 de gener de 1827) fou una biògrafa, novel·lista i poeta anglesa.

## Biografia
Elizabeth era filla del matrimoni format per John Benger o Benjey i Mary Long. El seu pare es dedicava al comerç a Wells, Somerset, però es va convertir en sobrecàrrec de la Marina Real Britànica l'any 1782 i a partir de llavors en endavant la família va residir principalment a Chatham, Kent, fins a l'any 1797. Segons l'escriptora Lucy Aikin, Elizabeth va mostrar a primerenca edat «un fervor pel coneixement, [i una] passió per la literatura». Als dotze anys se li va permetre assistir a una escola local per a homes per aprendre llatí i a l'any següent ja havia publicat un poema anomenat The Female Geniad; en el qual destacava «dones teòlogues, erudites i predicadores com Cassandra del Fides, Isabella de Barcelona i Issona de Verona, al costat de Cornelia, com a dones històriques que inspiraven a "l'excel·lència britànica" del seu temps». El poema estava precedit per l'acostumat prefaci apologètic que «utilitzava la innocència amb gran sofisticació».
Empobrida després de la mort del pare el 1796, la família es va traslladar a Devizes, Wiltshire, i després a Londres l'any 1802, on Benger va conèixer algunes figures literàries de l'època, com les novel·listes Jane i Anna Maria Porter i la poeta Caroline Champion de Crespigny, antiga amant de Lord Byron. Més tard va conèixer a John Aikin i a la seva filla Lucy; a la poeta i escriptora de literatura infantil Anna Laetitia Barbauld; a Sarah Wesley, la filla escriptora del destacat metodista Charles Wesley; i a la novel·lista i actriu Elizabeth Inchbald. Benger no va causar bona impressió en Charles i Mary Lamb i a Henry Crabb Robinson, qui la va descriure com «ridículament inquieta» en un grup on Wordsworth estava present.
Benger volia convertir-se en  dramaturga, però no va tenir èxit i aviat va tornar a la poesia amb missatge social. «The Abolition of the Slave Trade» va aparèixer l'any 1809, amb versos de James Montgomery i James Grahame sobre el mateix tema. Després van venir dues novel·les, la segona de les quals també va ser traduïda al francès.
Més endavant va realitzar traduccions de l'alemany i la introducció d'un volum de cartes de Friedrich Gottlieb Klopstock, a més de compilar informació per escriure competents treballs biogràfics sobre Elizabeth Hamilton, John Tobin, Elisabet de Bohèmia, Anna Bolena i Maria I d'Escòcia entre els anys 1818 i 1825. Després d'això, la seva salut va començar a fallar, estava recopilant material per a una biografia d'Enric IV de França quan va morir el 9 de gener de 1827.